# Aller (Caudal)
Aller (în spaniolă Río Aller) este un râu cu lungimea de 42 km, afluent al lui Caudal și care este situat în regiunea autonomă Asturia din Spania.

## Date geografice
Izvorul râului se află în munții Cordillera Cantábrica lângă „Puerto de Vegarada”.

### Localități traversate
Aller, La Paraya, Casomera, Riomañón, Ḷḷamas, Cuergo, Entrepeñes, Ḷḷevinco, Vega, Cabanaquinta, Serrapio, Soto, Santa Ana, Castañéu, Corigos, L'Escobiu, Piñeres, El Pueblu, Oyancos, Morea, Caborana, Vista Alegre, Bustiello, Les Yanes.

### Zăcăminte
Pe vale lui Aller sunt zăcăminte importante de cărbuni.